# Biophytum thorelianum
Biophytum thorelianum är en harsyreväxtart som beskrevs av André Guillaumin. Biophytum thorelianum ingår i släktet Biophytum och familjen harsyreväxter. Inga underarter finns listade i Catalogue of Life.